# Eunicea laciniata
Eunicea laciniata is een zachte koraalsoort uit de familie Plexauridae. De koraalsoort komt uit het geslacht Eunicea. Eunicea laciniata werd in 1860 voor het eerst wetenschappelijk beschreven door Duchassaing & Michelotti. 